# Vinaigrette (véhicule)
Pour les articles homonymes, voir Vinaigrette.

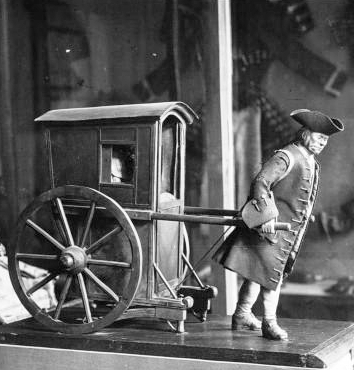
Modèle réduit d'une vinaigrette Louis XV, datant de 1770, au château de Compiègne.

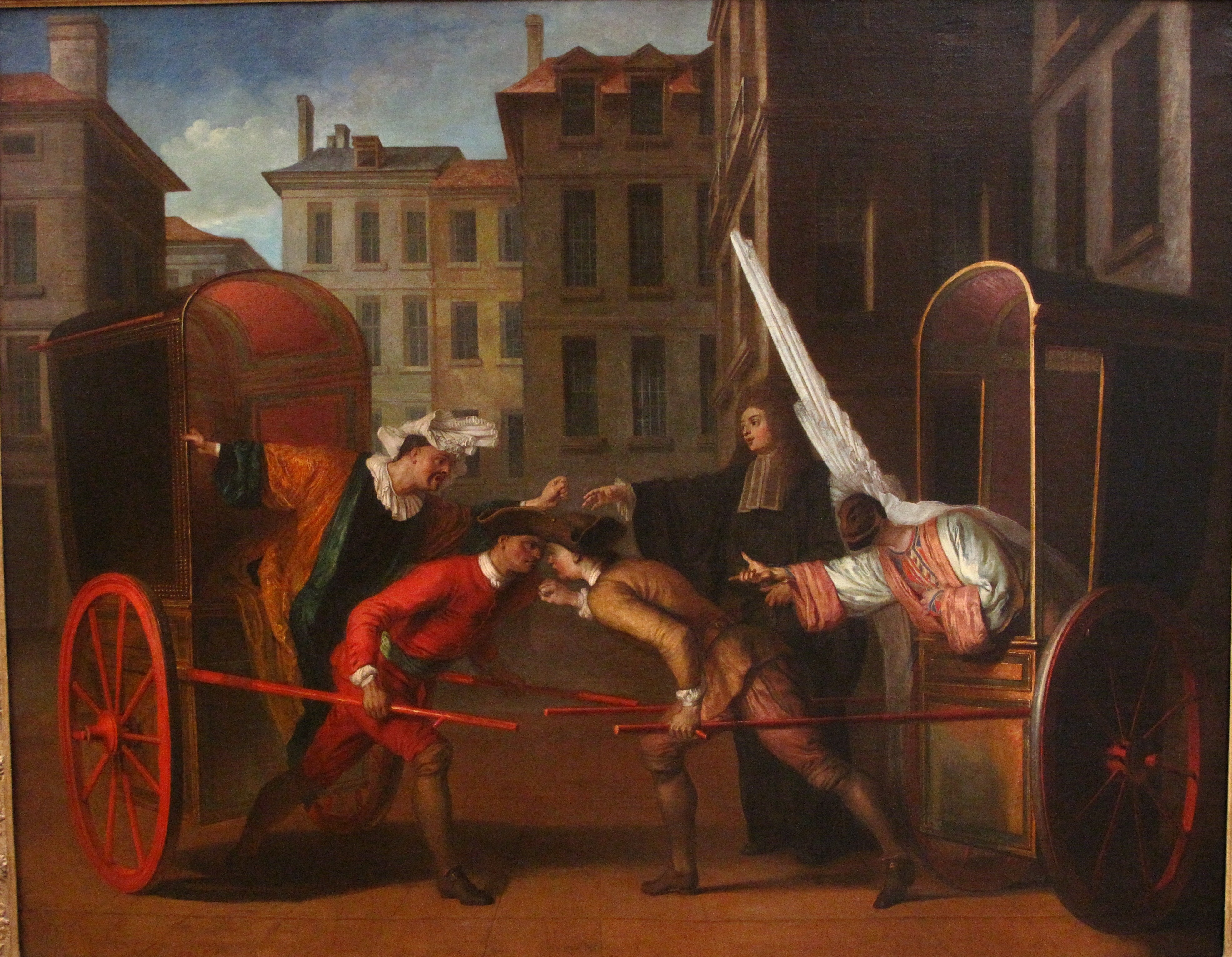
Claude Gillot, Les deux carrosses, v. 1707. Scaramouche et Arlequin, chacun dans une vinaigrette, s’invectivent

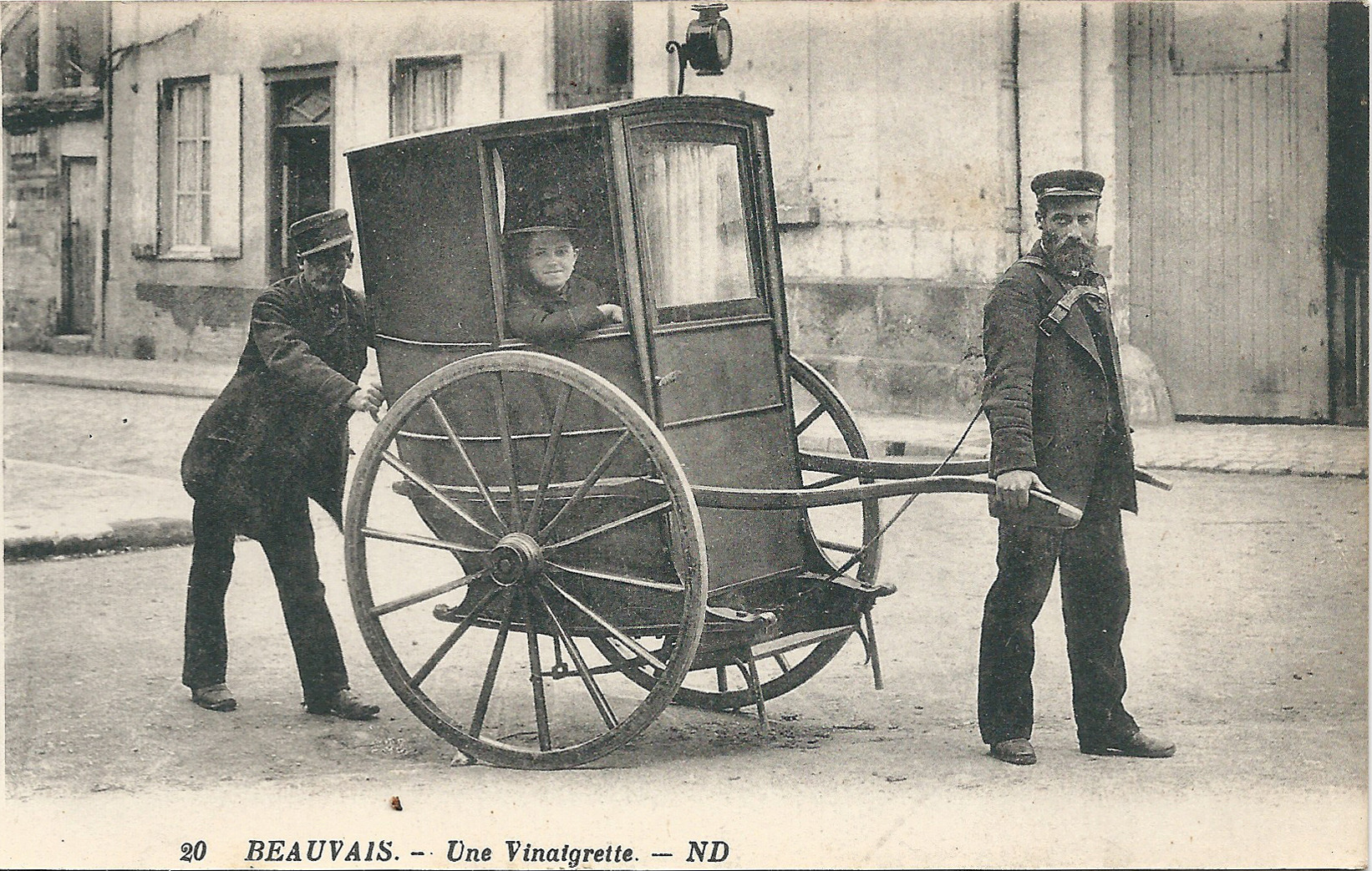
Une vinaigrette dans une rue de Beauvais au début du XXe siècle.

La vinaigrette, inventée au début du XVIIe siècle, est une ancienne voiture à deux roues, dotée de ressorts, analogue à la chaise à porteurs. Elle tient son nom de sa ressemblance avec les petites voitures des vinaigriers. Son invention, le plus souvent sous le nom de brouette, ou son amélioration, a été attribuée de longue date, mais sans preuve, à Blaise Pascal.

## Présentation
Appelée aussi « brouette », ou « brouette de louage », elle était encore en usage à Beauvais en 1882. Un homme suffisait à la tirer, placé entre les brancards, même si bien souvent un autre membre de la famille — femme ou enfant — poussait la voiture par derrière. Utilisée surtout dans le Nord de la France, elle constituait un service public qui aurait perduré dans certaines villes jusqu'au début du XXe siècle.
La vinaigrette était équipée d’un système de suspension rustique : l’essieu pouvait coulisser verticalement dans deux rainures pratiquées en bas de la caisse, et était maintenu par deux pièces de bois dont l’autre extrémité était fixée à l’avant de la caisse : la relative élasticité du bois lui permettait de jouer le rôle d’un ressort. Par la suite le bois fut remplacé par un ressort de métal.